# Hundimiento de la goleta Monte Protegido
El hundimiento de la goleta Monte Protegido, un buque mercante argentino, ocurrió el 4 de abril de 1917 frente a las islas Sorlingas, por el ataque de un submarino alemán que provocó un incidente diplomático entre los dos países involucrados dado que Argentina había declarado su neutralidad al iniciarse la Primera Guerra Mundial.

## Posición argentina ante la Primera Guerra Mundial
La Primera Guerra Mundial se desarrolló entre 1914 y 1918; por una parte 28 países denominados «Aliados»: Francia, Gran Bretaña,¨Rusia, Serbia, Bélgica, Canadá, Portugal, Japón, Estados Unidos (desde 1917), así como Italia, que había abandonado la Triple Alianza y por el otro las «Potencias Centrales», integrada por los imperios Austrohúngaro, Alemán y Otomano, acompañados por Bulgaria.
Al iniciarse la guerra el 28 de julio de 1914 el presidente de Argentina Roque Sáenz Peña se encontraba en uso de licencia por enfermedad por lo que ejercía su cargo el vicepresidente Victorino de la Plaza, quien el 5 de agosto declaró la neutralidad del país frente al conflicto en consonancia con la opinión de Sáenz Peña. Cuando este falleció el 9 de agosto del mismo año, el vicepresidente asumió la presidencia en forma definitiva y mantuvo la posición de neutralidad y lo mismo hizo Hipólito Yrigoyen luego que el 12 de octubre de 1916 asumiera la presidencia para la cual había sido elegido. Por su parte los Estados Unidos habían hecho igual declaración el 4 de agosto y la mantuvieron hasta que el 2 de abril de 1917 entraron en guerra junto a los países aliados invocando, entre otras razones, el hundimiento del buque mercante Lusitania ocurrido dos años antes de esa fecha.

## El hundimiento
El hundimiento del Monte Protegido se produjo el 4 de abril de 1917 frente a las islas Sorlingas, pertenecientes a Gran Bretaña, ubicadas en el océano Atlántico a unos 45 kilómetros de la isla de Gran Bretaña, por el ataque de un submarino alemán. El buque llevaba un cargamento de lino con destino a Róterdam, era de propiedad argentina y llevaba bandera argentina izada en el mástil y en la proa. Su capitán y tripulación eran de Noruega, un país que también era neutral. El hecho se produjo en el área del bloqueo decretado por Alemania y ejecutado por sus submarinos, reiniciado dos meses antes con el objetivo de neutralizar los efectos de la política declarada por Gran Bretaña de listas negras y embargos contra empresas alemanas.
El incidente incentivó la movilización de los sectores proaliados argentinos quienes iniciaron una campaña en favor de la ruptura de las relaciones con Alemania. El 14 y 15 de abril hubo tumultos conducidos por el Comité de la Juventud Pro Ruptura en el centro de Buenos Aires durante los cuales algunos negocios alemanes, el Club Alemán, la legación y los diarios alemanes fueron saqueados. Dicho comité estaba integrado por jóvenes de la alta sociedad porteña, que contó a su vez con el respaldo de integrantes de las comunidades italiana, francesa e inglesa y muchos intelectuales aliadófilos. El 22 hubo una manifestación presidida por Francisco Barroetaveña, el socialista Alfredo Palacios, el entonces nacionalista Ricardo Rojas, entre otros, exigiendo la ruptura de vínculos con Alemania. 
El gobierno argentino dispuso que los barcos alemanes internados en el puerto de Buenos Aires fuesen vigilados por guardias armados que solo fueron retirados al terminar el incidente y el 22 de abril hizo un reclamo enérgico al gobierno alemán, afirmando que el incidente “es evidentemente contrario a los principios de Derecho Internacional consagrados, a la neutralidad observada estrictamente en todo momento por la República Argentina, y a las relaciones cordiales entre este país y ese Imperio” y que “el hundimiento del "Monte Protegido" (...) constituye una ofensa a la soberanía argentina, que pone al gobierno de la República en el caso de formular la justa protesta y la reclamación de las explicaciones consiguientes. El gobierno argentino espera que el gobierno imperial alemán (...) le dará las satisfacciones debidas, desagraviando el pabellón, y acordará la reparación del daño material.” (...)
La respuesta alemana del 28 de abril de 1917 tuvo un tono conciliador y buscó para dar sus excusas a través del secretario de Estado Arthur Zimmermann un fundamento que no le inhibiera para futuras acciones análogas, aceptando su responsabilidad con el argumento legal de que el barco había zarpado antes de que se declarase la guerra submarina sin restricciones y señalando la disposición del gobierno alemán a reparar el daño causado. Por su parte, el embajador alemán en Buenos Aires Karl Graf von Luxburg o Karl Conde de Luxburg, (cuyo nombre completo era Karl Ludwig Conde de Luxburg Príncipe Carolath-Beuthen y Príncipe de Schoenaich-Carolath / en alemán Karl Ludwig Count of Luxburg Furst zu Carolath-Beuthen und Prínce zu Schoenaich-Carolath) sostuvo que las autoridades germanas habían resuelto desagraviar el pabellón argentino por este incidente. Esta actitud flexible del gobierno alemán permitió cerrar el incidente y dejó momentáneamente bien parada la postura de neutralidad de Yrigoyen cuyo comportamiento en la emergencia motivó incluso el aplauso de los diarios La Prensa y La Nación, opositores al gobierno.

## Hundimiento del vaporToro
Dos meses después del hundimiento de la goleta Monte Protegido, el 22 de junio de 1917, otro barco argentino fue hundido por otro submarino alemán. El vapor de carga Toro, propiedad de Dodero Hermanos, que llevaba una carga de 1.000 toneladas. Esto hizo que el gobierno argentino se quejase nuevamente diciendo: «La República (...) no puede consentir como legítimo el daño directo, a base de una lucha en la que no participa. No es posible que sus productos neutrales se califiquen en momento alguno como contrabando de guerra. Son el fruto del esfuerzo de la Nación en su labor vital. El gobierno argentino no puede así reconocer que el intercambio de la producción nacional del país sea motivo de una calificación bélica restrictiva de su legítima libertad de acción y de evidente menoscabo a su soberanía». Al cabo de un tiempo el Gobierno Imperial de Alemania concreto sus disculpas oficiales y aceptó indemnizar a Argentina aclarando: «El gobierno imperial (...) ha resuelto indemnizar al gobierno de la República los daños causado por el hundimiento de dicho buque. Declara al mismo tiempo que la libertad de los mares, también para la navegación argentina, constituye uno de sus objetivos principales en esta guerra. Por consiguiente reconoce gustoso (...) las normas del derecho internacional». Los alemanes hicieron efectiva la compensación en la base naval de Kiel el 21 de septiembre de 1921 a bordo del acorazado Hannover.

El vapor de carga Toro en 1917.

Se suscitaron nuevos incidentes diplomáticos con Alemania al filtrarse el contenido de unos cables reservados del embajador alemán en Buenos Aires, Karl von Luxburg, en los que les aconsejaba a sus submarinos dejar pasar o hundir, sin dejar rastros, a los barcos argentinos Guazú y Orán, y trataba en éstos términos al canciller argentino Honorio Pueyrredón: «He sabido de fuente segura que el ministro interino de Relaciones Exteriores, que es un notorio asno y anglófilo, declaró en sesión secreta del Senado, que la Argentina exigiría de Berlín la promesa de no hundir más barcos argentinos. Si no se aceptase eso, las relaciones se romperían. Recomiendo rehusar, y, si fuera necesario, buscar la mediación de España».
Yrigoyen tomó la cosa con calma sabiendo que los partidarios de la entrada argentina a la Gran Guerra podrían encontrar en el episodio un excelente justificativo. Y dejó en claro que no avalaba ni la actitud ni las palabras del embajador alemán.
La divulgación del incidente causó un escándalo en Alemania. La prensa apoyó la protesta argentina y repudió la actitud de Luxburg. El ministro de Exteriores Kühlmann se disculpó con el gobierno argentino.